# Grœnlendinga þáttr
No confundir con la Saga Grœnlendinga.
Grœnlendinga þáttr también conocido como El relato de Einar Sokkason (nórdico antiguo: Einars Þáttr Sokkasonar), es una historia corta islandesa (þáttr) que trata sobre una historia veraz y memorable de las disputas que se ven envueltos caudillos de los asentamientos vikingos en Groenlandia. Los acontecimientos se sitúan a principios del siglo XII, trata con detalle la fundación del obispado de Gadar entre 1123 y 1126, y otros detalles del relato ayudan a complementar el argumento de la saga Grœnlendinga. Según el relato fue en 1125 cuando los colonos asentados en Groenlandia enviaron a Einar Sokkason al frente de una misión que solicitó al rey noruego Sigurd el Cruzado («el que viajó a Jerusalén») para establecer una sede obispal en Groenlandia.